# Strohgäu und unteres Enztal
Das FFH-Gebiet Strohgäu und unteres Enztal in Baden-Württemberg wurde 2005 durch das Regierungspräsidium Stuttgart angemeldet. Mit Verordnung des Regierungspräsidiums Stuttgart zur Festlegung der Gebiete von gemeinschaftlicher Bedeutung vom 30. Oktober 2018 (in Kraft getreten am 11. Januar 2019), wurde das Schutzgebiet ausgewiesen.

## Lage
Das 2457 Hektar große Schutzgebiet Strohgäu und unteres Enztal liegt im Naturraum des Neckarbeckens. Anteile am Gebiet haben mit 42 % der Fläche der Landkreis Ludwigsburg mit den Gemeinden Besigheim, Bietigheim-Bissingen, Ditzingen, Eberdingen, Markgröningen, Oberriexingen, Sachsenheim, Schwieberdingen, Tamm und Vaihingen an der Enz, mit 37 % der Landkreis Böblingen mit den Gemeinden Leonberg, Rutesheim und Weissach sowie mit 21 % der Enzkreis mit den Gemeinden Mönsheim und Wiernsheim. Dabei ist das Gebiet jedoch nicht zusammenhängend, sondern in 18 Teile untergliedert.

## Arteninventar
Im Anhang zur Richtlinie werden folgende Tierarten aufgeführt:
- Gelbbauchunke,
- Kammmolch,
- Groppe,
- Strömer,
- Hirschkäfer,
- Grüne Flussjungfer,
- Großes Mausohr,
- Spanische Flagge und
- Dunkler Wiesenknopf-Ameisen-Bläuling.

## Zusammenhängende Schutzgebiete
Zehn Landschaftsschutzgebiete überschneiden sich ganz oder teilweise mit dem FFH-Gebiet, darunter Enztal zwischen dem Leinfelder Hof und Bietigheim-Bissingen und Strudelbachtal. Das Gebiet hat Anteil am Vogelschutzgebiet Enztal Mühlhausen-Roßwag sowie am Bannwald Rotenacker. Folgende Naturschutzgebiete liegen im FFH-Gebiet:
- Heulerberg
- Kalkofen
- Leudelsbachtal
- Hartmannsberg